# Хачукаев, Сулейман Ахмедович
Сулейман Ахмедович Хачукаев (25 декабря 1962 — 25 января 1983) — советский военнослужащий, старший сержант, заместитель командира взвода разведывательной роты 860-го отдельного мотострелкового полка, участник войны в Афганистане, кавалер ордена Ленина (посмертно).

## Биография
Родился 25 декабря 1962 года в селе Ачхой-Мартан Чечено-Ингушской АССР. По другим данным Сулейман Хачукаев родился в городе Темиртау Карагандинской области Казахской ССР. Чеченец.
Призван в ряды Вооружённых Сил СССР 21 апреля 1981 года Ачхой-Мартановским районным военкоматом Чечено-Ингушской АССР.
В июле 1981 года направлен для прохождения дальнейшей воинской службы в Демократическую республику Афганистан, в состав 860-го отдельного мотострелкового полка в городе Файзабад, провинции Бадахшан.
28 января 1983 года, заместитель командира взвода разведывательной роты старший сержант Хачукаев участвовал в поисково-спасательных действиях по оказанию помощи экипажу сбитого советского вертолёта, перевозившего командира полка в районе кишлака Фаргамундж (по другим данным — кишлак Алимугуль). В ходе продвижения группа разведчиков оказалась заблокированной противником в кишлаке и приняла неравный бой. Старший сержант Хачукаев вызвался прикрывать отход группы. В ходе боя разведчики понесли потери: пятеро убитых, включая одного офицера и пятеро раненых. В числе убитых оказался и старший сержант Хачукаев.

## Память
- Одна из улиц Грозного названа именем Хачукаева[5].
- Средняя школа № 4 города Ачхой-Мартан Чеченской Республики получила имя Сулеймана Хачукаева[6]
- Воспоминания Хачукаева вошли в книгу «Дневник разведроты 860 омп», одним из соавторов которой он был[4].